# 파라과이 여자 축구 국가대표팀
파라과이 여자 축구 국가대표팀은 파라과이를 대표하는 여자 축구 대표팀으로 파라과이 축구 협회에서 관리한다. 1998년 3월 1일 우루과이와의 1998년 남미 여자 축구 선수권 대회 B조 조별리그 1차전에서 국제 A매치 첫 경기를 치렀으며 현재 에스타디오 데펜소레스 델 차코를 홈 구장으로 사용하고 있다.

## 국제 대회 경력

### 코파 아메리카 페메니나
1998년 남미 여자 축구 선수권 대회를 시작으로 현재까지 8번 출전하여 이 중 2006년 대회과 2022년 대회에서 4위를 차지하면서 코파 아메리카 페메니나 역대 최고 성적을 달성했다.

### 팬아메리칸 게임
팬아메리칸 게임 본선에는 3번 출전하여 이 중 2019년 대회에서 파라과이 여자 축구 역사상 첫 팬아메리칸 게임 4강에 오르는 기염을 토했으나 코스타리카와의 동메달 결정전에서 0-1로 패하면서 메달 획득에는 아쉽게 실패했다.

## 성적

### FIFA 여자 월드컵
- 1991년 ~ 1995년: 불참
- 1999년 ~ 2023년: 예선 탈락

### 올림픽 축구
- 1996년: 불참
- 2000년 ~ 2024년: 예선 탈락

### 코파 아메리카 페메니나
- 1991년 ~ 1995년: 불참
- 1998년: 조별 예선
- 2003년: 조별 예선
- 2006년: 4위
- 2010년: 조별 예선
- 2014년: 조별 예선
- 2018년: 조별 예선

## 같이 보기
- 파라과이 축구 국가대표팀